# Vežba broj 6
Vežba broj 6 je epizoda Dilan Doga objavljena u Srbiji premijerno u svesci #179 u izdanju Veselog četvrtka. Na kioscima se pojavila 28.10.2021. Koštala je 270 din (2,3 €; 2,7 $). Imala je 94 strane.

## Originalna epizoda
Originalna epizoda pod nazivom Escerzio numero 6 objavljena je premijerno u #388 regularne edicije Dilana Doga u Italiji u izdanju Bonelija. Izašla je 29.12.2018. Naslovnu stranicu je nacrtao Điđi Kavenađo. Scenario je napisao Paol Barbato, a nacrtao Đovani Fergijeri. Koštala je 4,4 €.

## Odbrojavanje do udara meteora
Od prethodne epizode počelo je zvanično veliko finale i odbrojavane (na naslovnim stranama) do udara meteora u Zemlju. Ovo odbrojavanje traje do #399, tj. #400 originalne serije, tj. do #191-2 Veselog četvrtka. (Veseli četvrtak je već objavio #400 pod nazivom A danas apokalipsa u luksuznom izdanju 19.11.2020. na formatu A4.) Nakon ove epizode, serijal Dilan Doga je resetovan. (Ovo je već drugi Bonelijev junak koji je doživeo reset. Prvi je bio Mister No.)

## Prethodna i naredna epizoda
Prethodna sveska nosila je naslov Neka vlada haos! (#178), a naredna Preživela (#180).